# 塞爾夫島 (毛里裘斯)
塞爾夫島（法語：Île aux Cerfs），又译为鹿岛，是毛里裘斯的島嶼，位於毛里求斯岛東部的印度洋海域，屬於馬斯克林群島的一部分，長1.2公里、寬0.6公里，該島是熱門的旅遊地點，島上無人居住。